# Amt Vilseck
Das Amt Vilseck war ein Amt des Hochstiftes Bamberg mit Sitz in Vilseck.

## Geschichte

### Entstehung
Die Vorgeschichte des Amtes ist in Vilseck#Geschichte beschrieben. Seit 1268 war die Vogtei Vilseck und das bambergische Truchsessenamt im Besitz des Hauses Wittelsbach als bambergisches Lehen. Am 19. Juni 1269 erfolgte die formelle Beleihung durch Bischof Berthold von Leiningen an Ludwig der Strenge. Vorangegangen waren Verhandlungen, die als Ergebnis hatten, dass Bamberg die Vogtei über die Stadt Vilseck selbst, die dazu gehörenden Wiesen, Äcker und Forste und Tagdienste sich selbst vorbehielt. Damit war die Vogtei Vilseck faktisch in eine Vogtei Vilseck-Land und eine Vogtei Vilseck-Stadt geteilt und blieb dies auch bis zum Ende des HRR. Zur Verwaltung dieser Vogtei und der Bamberger Besitzungen in der Gegend entstand um 1300 das bambergische Amt Vilseck.
Im Jahr 1310 wird mit Landgraf Friedrich von Leuchtenberg erstmals ein bambergischer Pfleger für das Amt genannt, 1317 folgte ihm sein Schwager Heinrich von Paulsdorf nach. Umgekehrt verließ der pfälzische Vogtrichter die Stadt Vilseck. Seine Aufgaben und die des Vogtrichters von Hahnbach wurden vom Stadtrichter in Amberg übernommen.
Das Rechtsbuch des Bamberger Bischofs Friedrich I. von Hohenlohe aus dem Jahr 1348 nennt die Steuereinnahmen Bambergs aus dem Amt. Danach erhielt Bamberg aus folgenden Dörfern Zins, Zehnt oder Forsthaber: Axtheid, Ebersbach, Mullons, Gedelnreut, Witzeinhof, Durensreut, Puckenreut, Wustenlaim, Neunreut, Irelpach (Irlbach), Slocht (Schlicht), Seiz, Kemuz der Hammer in dem altem Weiher, ein nicht benannter Hammer bei Vilseck, Kochsreut, Podem (Boden), Seugast, Amberg, Buchstenlang, Atzmannsreut, Heinrichsreut, Fronshof, Lupprechtsreut, auf der Heide und auf dem Reifach, Herolzmühle, Oberschalkenbach, Tumphone, Urspring, Purchstall, Kummerspuch; ferner einige in der Pfarre Hapfen gelegenen Dörfer: Kaumdorf, Zelkenreut, Sommerawe, Zemhofe und Salmansreut. Hinzu kamen umfangreiche Besitzungen an Wald. Umgekehrt hatte auch Bayern umfangreiche Gefälle in der Stadt Vilseck. Hierdurch kam es in den folgenden Jahrhunderten wiederholt zu Konflikten zwischen beiden Parteien.
Hauptkonfliktpunkt war die Holznutzung. In den Wäldern südlich und östlich von Vilseck hatte der Pfalzgraf aufgrund seiner Vogtei einen Anspruch auf ein Drittel des Holzeinschlags. Dieses Recht beanspruchte er auch in den Wäldern nördlich und westlich von Vilseck, die der bambergischen Vogtei der Stadt zugehörten. Zur Klärung des Konflikts wurde 1394 das Grabengericht (dieser Gerichtstag fand im Stadtgraben statt) einberufen, welches weitgehend die Bamberger Position bestätigte. Auch ein Grabengericht 1410 kam zu ähnlichen Ergebnissen. Von pfälzischer Seite wurden diese Gerichtssprüche jedoch nicht akzeptiert. Unter Vermittlung des Würzburger Bischofs Johann II und Markgraf Friedrich I von Brandenburg einigten sich Pfalzgraf Ludwig III. und Bischof Friedrich am 6. November 1424 auf einen Kompromiss in dieser Frage.
Um 1350 wurde das Amt an Peter von Hohenegg verpfändet, 1354 erwarben Hilpolt von Stein und Swigger von Gundelfingen die Verpfändung. 1371 erhielt Domherr Friedrich von Abensberg das Amt auf Lebenszeit gegen eine Zahlung von jährlich 213½ Gulden übertragen.

### Die Verpfändung von 1430
Die Hussitenkriege betrafen auch das Bamberger Gebiet. Bischof Friedrich musste große Summen aufwenden, um sein Bistum zu schützen. Zur Finanzierung musste er das Amt Vilseck für 8000 Gulden an den Ritter Heinrich Nothafft verpfänden. Dessen Sohn verkaufte die Pfandschaft am 23. Oktober 1442 an Kurfürst Ludwig. Damit waren Vilseck-Stadt und -Land wieder in einer Hand.
Bamberg hatte sich jedoch die Möglichkeit der Wiederkaufes ausbedunden und die Pflicht zur Erbhuldigung und zur Einhaltung der Grabengerichte ausbedungen. Bamberg achtete auch intensiv auf die Einhaltung der verbehaltenen Rechte. Eine Annexion durch die Pfalz war damit nicht möglich. Auch der Versuch der Pfalz, durch einen Tausch das Amt endgültig zu erhalten, waren nicht erfolgreich.
Der Landshuter Erbfolgekrieg war für Kurfürst Philipp der Aufrichtige nicht erfolgreich. Auf dem Reichstag in Köln 1505 musste er daher Bischof Georg von Bamberg die Wiedereinlösung der Pfandschaft des Amtes Vilseck für 14.000 Gulden zugestehen. Damit kam das Amt wieder zurück in Bamberger Besitz.

### Weitere Geschichte
Nach der Rückkehr zu Bamberg brachen die alten Konflikte um den Umfang der beiden Parteien zustehenden Gefälle wieder auf. In einer Vielzahl von Verhandlungen gelang es nicht, sich in allen Fragen zu einigen; eine Reihe von Punkten waren bis zum Ende des HRR offen. Am 12. Januar 1554 erfolgte erneut eine Verpfändung des Amtes, diesmal an die Stadt Nürnberg für 8000 Gulden. Dies hatte zur Folge, dass in Stadt und Amt die Reformation eingeführt wurde. 1615 konnte Bamberg die Verpfändung einlösen und das Amt wurde wieder katholisch.
Mit dem Reichsdeputationshauptschluss fiel das Amt 1803 an Bayern. Es wurde aufgehoben und seine Ortschaften wurde dort überwiegend dem Landgericht Amberg zugeteilt. Zum Landgericht Sulzbach kamen Schmalnohe, Streitbühel, Weißenberg, Großenpfalz, Gallenhof und Heldmannsberg. Zum Landgericht Eschenbach kam Hag und Hebersreut. 1838 entstand das Landgericht Vilseck mit anderem Zuschnitt.